# Logoterapia
La logoterapia, associata ed imprescindibile dall'analisi esistenziale, è un approccio psicoterapeutico teorizzato da Viktor Frankl che si pone, come obiettivo primario, la riscoperta del significato (logos) dell'esistenza dell'essere umano.
È considerata la "terza scuola viennese di psicoterapia" insieme alla psicoanalisi di Sigmund Freud e alla psicologia individuale di Alfred Adler. La volontà di piacere (psicoanalisi) e la volontà di potere (psicologia individuale) sono per Frankl i prodotti di una volontà di Senso frustrata.
Come ogni modello psicoterapeutico la logoterapia ha una sua teoria antropologica (derivante dall'Esistenzialismo ripreso da Max Scheler e dalla Fenomenologia come affermato da Frankl stesso), ha sviluppato una propria nosografia psicopatologica (le nevrosi noogene) e delle tecniche di intervento originali (l'intenzione paradossa, la dereflessione, etc.).

## Teoria antropologica
Dal punto di vista metateoretico la logoterapia si pone nella corrente dell'esistenzialismo. Frankl la chiama inizialmente analisi esistenziale per poi cambiarla in logoterapia con il fine di non confonderla con la Daseinsanalyse di Binswanger e con altre psicoterapie di stampo umanistico-esistenziale (Rollo May, Carl Rogers, Medard Boss per citare alcuni autori).
La logoterapia condivide con l'esistenzialismo il concetto di autodeterminazione. Non vengono negati i condizionamenti della società e dell'eredità genetica, ma viene sottolineata la capacità dell'uomo di porsi di fronte a tali condizionamenti in maniera attiva. Da questa premessa deriva il concetto basilare di responsabilità, ovvero la capacità di rispondere al significato individuale di quanto ci viene quotidianamente richiesto dalla vita. La Logoterapia affiancata imprescindibilmente dall'analisi esistenziale ha uno scopo preciso: «[...] la logoterapia ci aiuta a cercare, a trovare e a dare un significato alla nostra vita, mentre l'analisi esistenziale ci consente di scoprire il senso della nostra vita passata e ci mette di fronte alle nostre responsabilità future. La logoterapia ci fa percepire uno scopo e un perché della nostra vita; l'analisi esistenziale ci fa percepire la finalità della nostra vita come compito e ciò che determina il come vivere» 
Come Heidegger e Jaspers, anche per Frankl l'uomo è un Da-Sein, un Esser-Ci. In quanto tale l'uomo è un Essere-per-la-morte; da qui deriva la grande importanza della ricerca di Senso. La logoterapia infatti prevede l'unicità della persona e l'unicità del Senso: ogni uomo è unico e irripetibile e quindi è chiamato a realizzare un Senso unico, che può trovare solo in se stesso. Il Senso (il logos, il significato) va quindi scoperto individualmente attraverso l'operare nel mondo (valori di creazione), il ricevere dal mondo (valori di esperienza) e/o il far fronte con coraggio alle difficoltà estreme (valori di atteggiamento).

## Nosografia psicopatologica
La logoterapia non ha prodotto, ad oggi, una mappatura esaustiva delle patologie psicologiche in chiave logoterapeutica. Ha però apportato un contributo originale introducendo la categoria di "nevrosi noogena" (che si affianca alla nevrosi psicogena e alla nevrosi endogena), e il concetto "nevrosi di massa".

## Tecniche logoterapeutiche
Le principali tecniche mutuate dal modello logoterapico sono "l'intenzione paradossa" (ovvero l'ampliamento del sintomo finalizzato all'autodistanziamento) che consiste nel desiderare ciò che si teme ricorrendo alla forza dell'umorismo (ad es. una persona con dei tremori alla mano dovrebbe desiderare di tremare come mai fatto prima fino a scatenare un terremoto; un uomo con sudorazione eccessiva da stress dovrebbe desiderare con tutto sé stesso di sudare fino a bagnare tutta la maglietta e fare vedere al mondo "come suda bene") e la "dereflessione" che consiste in un decentramento della attenzione da sé a qualcosa o qualcun altro (si basa nel secondo caso sull'autotrascendenza dell'uomo).